# Orthomegas haxairei
Orthomegas haxairei es una especie de escarabajo longicornio del género Orthomegas, tribu Callipogonini, subfamilia Prioninae. Fue descrita científicamente por Bleuzen en 1993.

## Descripción
Mide 61-79 milímetros de longitud.

## Distribución
Se distribuye por Colombia, Ecuador y Perú.